# زجاج معشق بقضبان الرصاص

زجاج معشق بقضبان الرصاص

الزجاج المعشق بقضبان الرصاص هو أسلوب صنع للزجاج المعشق باستخدام دعامات من قضبان مصنوعة من الرصاص.

## الزجاج المعشق بصفائح النحاس

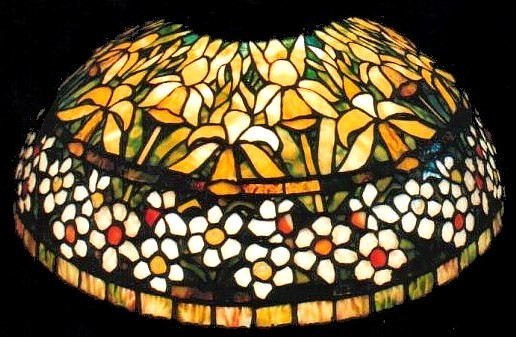
مصباح تيفاني تقليدي من الزجاج المعشق بصفائح النحاس بتصميم جانكيل دافوديل

الزجاج المعشق بصفائح النحاس (بالإنجليزية: Copper-foil glasswork)‏ - ابتكر لويس كومفرت تيفاني 1848 - 1933
(بالإنجليزية: louis comfort tiffany)‏ طريقة لتجميع قطع الزجاج الصغيرة جدا - ربع بوصة عرض بدون أعواد الرصاص الثقيلة التي تعيق الرؤية المتدفقة من المصابيح وهكذا ابتكر طريقة للف كل قطعة زجاج مفردة بشريط من النحاس الذي يتلصق بواسطة نوع من الغراء مكون من مزيج من زيت بذور الكتان وشمع العسل وعرفت هذه الطريقة باسم الزجاج المعشق بصفائح النحاس - ومن أمثلة أعماله الشهيرة التي توضح اسلوبه وطريقته هو نافذة نهر هدسون (بالإنجليزية: hudson river window)‏ - ثريا وستريا (بالإنجليزية: wisteria lamp)‏ والتي ضمت أكثر من 1000 قطعة زجاج

## اقرأ أيضا
- زجاج معشق.
- زجاج معشق بالجص.

## المصدر
صور ونماذج لزجاج معشق
- كتاب تكنولوجيا فن الزجاج- تأليف د.محمد زينهم